# ایندیان ولز، شهرستان کرن، کالیفرنیا
ایندیان ولز (به انگلیسی: Indian Wells) یک منطقهٔ مسکونی در ایالات متحده آمریکا است که در شهرستان کرن، کالیفرنیا واقع شده‌است. ایندیان ولز ۸۴۱ متر بالاتر از سطح دریا واقع شده‌است.